# 蒲生田岬灯台
蒲生田岬灯台（かもだみさきとうだい）は、徳島県阿南市の蒲生田岬に建つ、四国最東端の灯台である。灯台から南東方約1.2 km先のシリカ碆を照らす蒲生田岬シリカ碆照射灯（かもだみさきシリカばえしょうしゃとう、標識番号 3404）が併設されている。
領海及び接続水域に関する法律等では本灯台と和歌山県の紀伊日ノ御埼灯台灯台を結んだラインまでが瀬戸内海と定義されている。

## 歴史
- 1924年（大正13年）10月1日 - 初点灯。
- 1972年（昭和47年）3月18日 - 改築、蒲生田岬シリカ碆照射灯併設。
- 1981年（昭和56年）3月 - シリカ碆照射灯改築。
- 2017年（平成29年）12月28日 - 灯台への遊歩道が大雨による山肌の崩落のため通行止めとなる[3][4]。
- 2018年（平成30年）
  - 1月19日 - 遊歩道の迂回路が供用開始[3][5]。
  - 4月28日 - 遊歩道の落石対策工事が完了、通行止が解除される[6]。

## アクセス
- JR牟岐線阿南駅下車、徳島バス阿南椿泊行き「横尾」下車徒歩90分 [7]